# Stéphane Sessègnon
Stéphane Sessègnon (* 1. Juni 1984 in Allahé, Benin) ist ein beninischer ehemaliger Fußballspieler.

## Karriere

### Verein
Sessègnon kam 2004 aus dem Benin von Requins de l’Atlantique FC zum französischen Klub US Créteil und absolvierte für den Klub in zwei Jahren 68 Spiele in der zweiten Liga. 2006 wechselte er zum Erstligisten UC Le Mans. Dort konnte er sich nach kurzen Anlaufschwierigkeiten einen Stammplatz erkämpfen und absolvierte in der Saison 2006/07 31 Ligapartien für den Verein. Ab Sommer 2008 spielte er drei Jahre für den französischen Erstligaklub Paris Saint-Germain. Dort gewann er 2010 die Coupe de France. Im Januar 2011 wurde er dann für sieben Millionen Euro vom AFC Sunderland verpflichtet. Nach weiteren Stationen bei West Bromwich Albion und dem HSC Montpellier unterschrieb Sessègnon einen Vertrag beim türkischen Klub Gençlerbirliği bis 2020. Nach über zwei Jahren Vereinslosigkeit schloss er sich dann im Juli 2022 dem nordzyprischen Erstligisten Göçmenköy İYSK an.

### Nationalmannschaft
Von 2004 bis 2019 spielte Sessègnon insgesamt 83 Mal für die beninische A-Nationalmannschaft und erzielte dabei 24 Treffer. Mit der Auswahl nahm er an der Afrikameisterschaft 2008, 2010 und 2019 teil. Sessègnon ist bis heute Rekordspieler sowie Rekordtorschütze seines Landes.

## Erfolge
- Französischer Pokalsieger: 2010
- Spieler des Monats der Ligue 1: Dezember 2008

## Sonstiges
Der Mittelfeldspieler ist ein Enkel des ehemaligen beninischen Präsidenten Nicéphore Dieudonné Soglo und Cousin der beiden Zwillingsbrüder Ryan (Tottenham Hotspur) und Steven Sessegnon (Charlton Athletic).